# Danh sách ban nhạc melodic death metal
Danh sách bao gồm những ban nhạc nổi tiếng của thể loại melodic death metal.

## Danh sách những ban nhạc
| Ban nhạc                 | Quốc gia          | Thành lập | Notes                       |
| ------------------------ | ----------------- | --------- | --------------------------- |
| Ablaze My Sorrow         | Thụy Điển         | 1993      | [ cần dẫn nguồn ]           |
| The Absence              | Hoa Kỳ            | 2002      | [ cần dẫn nguồn ]           |
| Aletheian                | Hoa Kỳ            | 1997      | [ cần dẫn nguồn ]           |
| Amon Amarth              | Thụy Điển         | 1988      | [ 1 ] [ 2 ]                 |
| Amorphis                 | Phần Lan          | 1990      | [ 3 ]                       |
| Anterior                 | Vương quốc Anh    | 2003      | [ 4 ]                       |
| Arch Enemy               | Thụy Điển         | 1996      | [ 5 ] [ 6 ]                 |
| Armageddon               | Thụy Điển         | 1997      | [ cần dẫn nguồn ]           |
| Archeon                  | Ba Lan            | 2001      | [ cần dẫn nguồn ]           |
| Arsis                    | Hoa Kỳ            | 2000      | [ 7 ]                       |
| At the Gates             | Thụy Điển         | 1990      | [ 8 ] [ 9 ]                 |
| Becoming the Archetype   | Hoa Kỳ            | 1999      | [ cần dẫn nguồn ]           |
| Before the Dawn          | Phần Lan          | 1999      | [ cần dẫn nguồn ]           |
| Beyond the Embrace       | Hoa Kỳ            | 2000      | [ cần dẫn nguồn ]           |
| The Black Dahlia Murder  | Hoa Kỳ            | 2000      | [ 10 ]                      |
| Blinded Colony           | Thụy Điển         | 2000      | [ 11 ]                      |
| Blood Stain Child        | Nhật Bản          | 2000      | [ 12 ]                      |
| Cadacross                | Phần Lan          | 1997      | [ cần dẫn nguồn ]           |
| Callenish Circle         | Hà Lan            | 1992      | [ 13 ] [ 14 ] [ 15 ]        |
| Carcass                  | Vương quốc Anh    | 1985      | [ 16 ] [ 17 ]               |
| Carnal Forge             | Thụy Điển         | 1997      | [ 18 ]                      |
| Centinex                 | Thụy Điển         | 1990      | [ 19 ]                      |
| Ceremonial Oath          | Thụy Điển         | 1989      | [ 20 ] [ 21 ]               |
| Children of Bodom        | Phần Lan          | 1993      | [ 22 ]                      |
| Compos Mentis            | Đan Mạch          | 1996      | [ cần dẫn nguồn ]           |
| Crimson Death            | Peru              | 1994      | [ cần dẫn nguồn ]           |
| Dark Age                 | Đức               | 1994      | [ 23 ]                      |
| Dark Lunacy              | Italia            | 1997      | [ cần dẫn nguồn ]           |
| Dark Tranquillity        | Thụy Điển         | 1989      | [ 24 ] [ 25 ] [ 26 ]        |
| Darkane                  | Thụy Điển         | 1998      | [ cần dẫn nguồn ]           |
| Darkest Hour             | Hoa Kỳ            | 1995      | [ cần dẫn nguồn ]           |
| Daysend                  | Úc                | 2002      | [ cần dẫn nguồn ]           |
| Dead by April            | Thụy Điển         | 2007      |                             |
| Deadlock                 | Đức               | 1997      | [ cần dẫn nguồn ]           |
| Demenzia                 | Bulgaria          | 2003      | [ cần dẫn nguồn ]           |
| Dethklok                 | Hoa Kỳ            | 2006      | [ 27 ]                      |
| Devildriver              | Hoa Kỳ            | 2002      | [ 28 ]                      |
| Detonation               | Hà Lan/ Hoa Kỳ    | 1997      | [ 29 ]                      |
| Diablo                   | Phần Lan          | 1995      | [ cần dẫn nguồn ]           |
| Dimension Zero           | Thụy Điển         | 1995      | [ cần dẫn nguồn ]           |
| Disarmonia Mundi         | Italia            | 2000      | [ 30 ]                      |
| Disillusion              | Đức               | 1994      | [ 31 ]                      |
| Dispatched               | Thụy Điển         | 1992      | [ cần dẫn nguồn ]           |
| Dissection               | Thụy Điển         | 1989      | [ 32 ]                      |
| Divine Heresy            | Hoa Kỳ            | 2005      | [ cần dẫn nguồn ]           |
| Dominia                  | Nga               | 1999      | [ cần dẫn nguồn ]           |
| The Duskfall             | Thụy Điển         | 1999      | [ cần dẫn nguồn ]           |
| Ebony Tears              | Thụy Điển         | 1996      | [ cần dẫn nguồn ]           |
| Edge of Sanity           | Thụy Điển         | 1989      | [ cần dẫn nguồn ]           |
| Ensiferum                | Phần Lan          | 1995      | [ cần dẫn nguồn ]           |
| Eluveitie                | Thụy Sĩ           | 2002      | [ 33 ]                      |
| Eternal Oath             | Thụy Điển         | 1991      | [ cần dẫn nguồn ]           |
| Eternal Tears of Sorrow  | Phần Lan          | 1994      | [ 34 ]                      |
| Eucharist                | Thụy Điển         | 1989      | [ 35 ]                      |
| Extol                    | Na Uy             | 1993      | [ cần dẫn nguồn ]           |
| Falchion                 | Phần Lan          | 2002      | [ 36 ]                      |
| Fear My Thoughts         | Đức               | 1998      | [ 37 ]                      |
| Fission                  | Thụy Điển         | 2002      | [ cần dẫn nguồn ]           |
| Fleshcrawl               | Đức               | 1987      | [ cần dẫn nguồn ]           |
| Fragments of Unbecoming  | Đức               | 2000      | [ 38 ] [ 39 ]               |
| The Funeral Pyre         | Hoa Kỳ            | 2001      | [ 40 ]                      |
| Gandalf                  | Phần Lan          | 1993      | [ cần dẫn nguồn ]           |
| Gardenian                | Thụy Điển         | 1996      | [ 41 ]                      |
| Gates of Ishtar          | Thụy Điển         | 1992      | [ cần dẫn nguồn ]           |
| Ghost Brigade            | Phần Lan          | 2005      | [ cần dẫn nguồn ]           |
| God Dethroned            | Hà Lan            | 1990      | [ cần dẫn nguồn ]           |
| God Forbid               | Hoa Kỳ            | 1996      | [ 42 ]                      |
| The Haunted              | Thụy Điển         | 1996      | [ cần dẫn nguồn ]           |
| Heaven Shall Burn        | Đức               | 1996      | [ cần dẫn nguồn ]           |
| Himsa                    | Hoa Kỳ            | 1998      | [ cần dẫn nguồn ]           |
| Hollenthon               | Áo                | 1994      | [ cần dẫn nguồn ]           |
| Hypocrisy                | Thụy Điển         | 1990      | [ cần dẫn nguồn ]           |
| Immortal Souls           | Phần Lan          | 1991      | [ cần dẫn nguồn ]           |
| In Flames                | Thụy Điển         | 1990      | [ 43 ] [ 44 ] [ 45 ] [ 46 ] |
| In Mourning              | Thụy Điển         | 2000      | [ 47 ]                      |
| Inactive Messiah         | Hy Lạp            | 2001      | [ cần dẫn nguồn ]           |
| Insomnium                | Phần Lan          | 1997      | [ 48 ] [ 49 ]               |
| Into Eternity            | Canada            | 1997      | [ cần dẫn nguồn ]           |
| Kalmah                   | Phần Lan          | 1998      | [ cần dẫn nguồn ]           |
| Light This City          | Hoa Kỳ            | 2002      | [ cần dẫn nguồn ]           |
| Luna Mortis              | Hoa Kỳ            | 2006      | [ cần dẫn nguồn ]           |
| Mendeed                  | Vương quốc Anh    | 2000      | [ cần dẫn nguồn ]           |
| Mercenary                | Đan Mạch          | 1991      | [ cần dẫn nguồn ]           |
| Misanthrope              | Pháp              | 1989      | [ cần dẫn nguồn ]           |
| Moonlyght                | Canada            | 1995      | [ cần dẫn nguồn ]           |
| Mors Principium Est      | Phần Lan          | 1999      | [ 50 ]                      |
| Mygrain                  | Phần Lan          | 2004      | [ 51 ] [ 52 ]               |
| Nail Within              | Israel            | 2001      | [ cần dẫn nguồn ]           |
| Naildown                 | Phần Lan          | 2003      | [ 53 ]                      |
| Neaera                   | Đức               | 2003      | [ cần dẫn nguồn ]           |
| Neptune                  | Italia            | 1999      | [ cần dẫn nguồn ]           |
| Neuraxis                 | Canada            | 1994      | [ cần dẫn nguồn ]           |
| Nightfall                | Hy Lạp            | 1991      | [ cần dẫn nguồn ]           |
| Nightrage                | Hy Lạp/ Thụy Điển | 2000      | [ cần dẫn nguồn ]           |
| Norther                  | Phần Lan          | 2000      | [ cần dẫn nguồn ]           |
| Noumena                  | Phần Lan          | 1998      | [ 54 ]                      |
| Omnium Gatherum          | Phần Lan          | 1996      | [ 55 ] [ 56 ] [ 57 ]        |
| Paths of Possession      | Hoa Kỳ            | 1999      | [ 58 ]                      |
| The Project Hate MCMXCIX | Thụy Điển         | 1998      | [ cần dẫn nguồn ]           |
| Quo Vadis                | Canada            | 1993      | [ cần dẫn nguồn ]           |
| Raunchy                  | Đan Mạch          | 1994      | [ cần dẫn nguồn ]           |
| Satariel                 | Thụy Điển         | 1993      | [ cần dẫn nguồn ]           |
| Scar Symmetry            | Thụy Điển         | 2004      | [ 59 ]                      |
| Sentenced                | Phần Lan          | 1989      | [ cần dẫn nguồn ]           |
| Septic Flesh             | Hy Lạp            | 1990      | [ cần dẫn nguồn ]           |
| Skyfire                  | Thụy Điển         | 1995      | [ 60 ]                      |
| Soilwork                 | Thụy Điển         | 1996      | [ 61 ] [ 62 ]               |
| Sonic Syndicate          | Thụy Điển         | 2002      | [ cần dẫn nguồn ]           |
| Soul Demise              | Đức               | 1993      | [ cần dẫn nguồn ]           |
| Soul Embraced            | Hoa Kỳ            | 1997      | [ cần dẫn nguồn ]           |
| Suidakra                 | Đức               | 1994      | [ cần dẫn nguồn ]           |
| Swallow the Sun          | Phần Lan          | 2000      | [ cần dẫn nguồn ]           |
| Switchblade              | Úc                | 2001      | [ cần dẫn nguồn ]           |
| Terror 2000              | Thụy Điển         | 1999      | [ cần dẫn nguồn ]           |
| Thine Eyes Bleed         | Canada            | 2005      | [ cần dẫn nguồn ]           |
| Thirdmoon                | Áo                | 1994      | [ 63 ]                      |
| Threat Signal            | Canada            | 2003      | [ cần dẫn nguồn ]           |
| Unanimated               | Thụy Điển         | 1989      | [ cần dẫn nguồn ]           |
| Universum                | Úc                | 2006      | [ cần dẫn nguồn ]           |
| Vehemence                | Hoa Kỳ            | 1997      | [ 64 ]                      |
| Verbal Deception         | Canada            | 2002      | [ cần dẫn nguồn ]           |
| Verjnuarmu               | Phần Lan          | 2002      | [ cần dẫn nguồn ]           |
| Wintersun                | Phần Lan          | 2004      | [ cần dẫn nguồn ]           |
| World Under Blood        | Hoa Kỳ            | 2006      | [ cần dẫn nguồn ]           |
| Zonaria                  | Thụy Điển         | 2002      | [ 65 ]                      |